# Bronzes du Lorestan

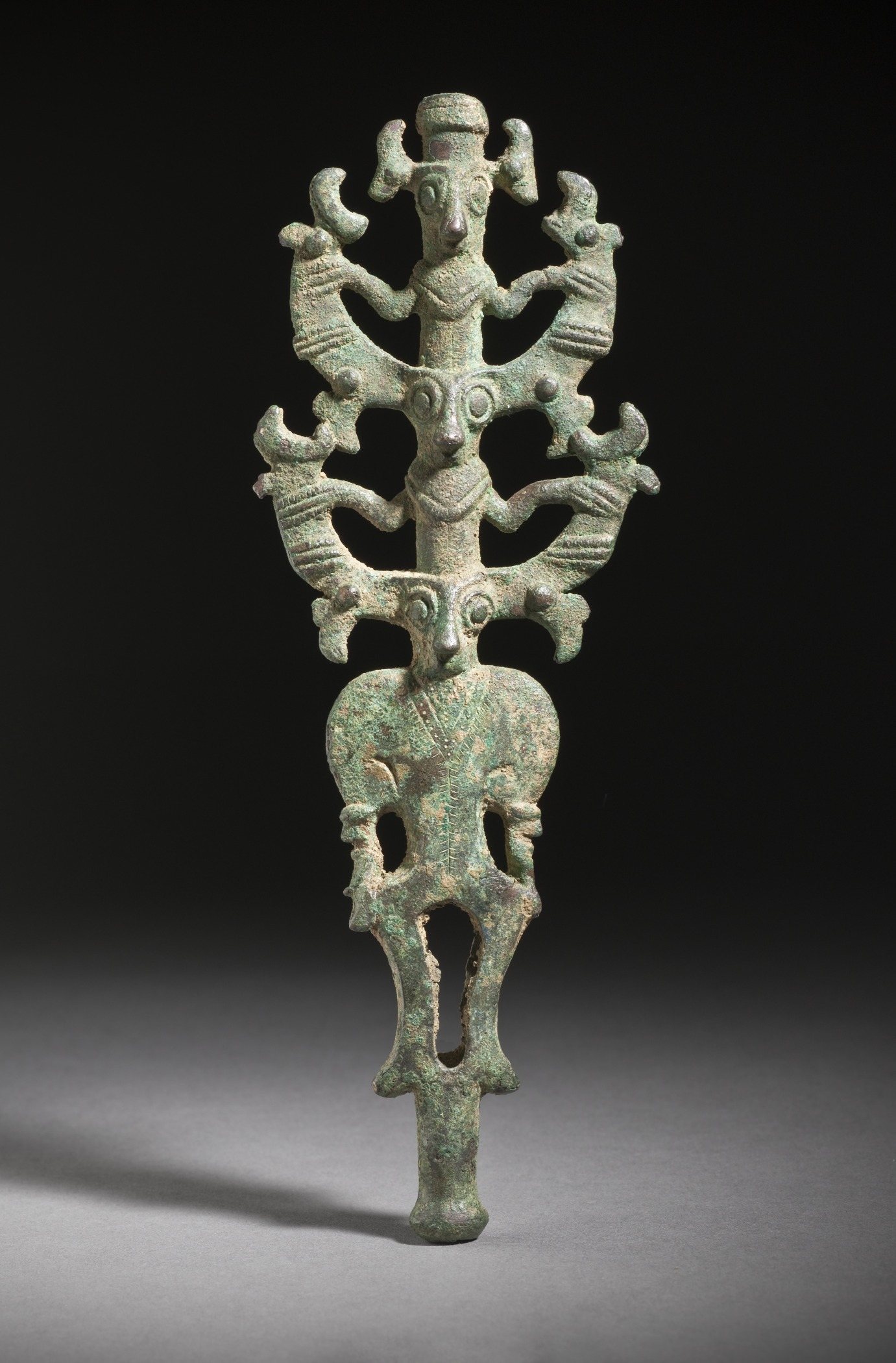
Sculpture tubulaire avec le motif du maître des animaux.

Les bronzes du Lorestan  (ou Luristan selon les sources) sont des sculptures en bronze du début de l'âge du fer qui ont été trouvées en grand nombre dans la province de Lorestan et à Kermanshah, dans l'ouest de l'Iran. Ils comprennent un grand nombre d'ornements, d'outils, d'armes, d'accessoires pour chevaux et d'un plus petit nombre d'ustensiles de vaisselles, dont des situles. Ceux découverts lors de fouilles documentées proviennent généralement de sépultures. L'origine ethnique de leurs fabricants reste incertaine, bien qu'il s'agisse peut-être de Perses, probablement liée aux Lurs modernes qui ont donné leur nom à la région. Leur période de production date probablement entre 1000 et 650 avant J.-C. 
Les objets ont tendance à être plats et ajourés, comme le travail du métal dans l'art scythe. Ils représentent l'art d'un peuple nomade ou transhumant, pour qui tous les biens doivent être légers et facilement transportables, privilégiant des objets utiles tels que des armes, des fleurons (peut-être pour des piquets de tente), des harnais pour chevaux, des épingles, des tasses et des petits accessoires décoratifs. Les représentations des animaux sont courantes, en particulier les chèvres et les béliers, et les formes et les styles sont singuliers et inventifs. Le motif du « Maître des animaux », montrant un humain placé entre deux prédateurs apparaît souvent et de manière stylisée. Il existe également des variantes féminines de ce modèle. 

## Découverte

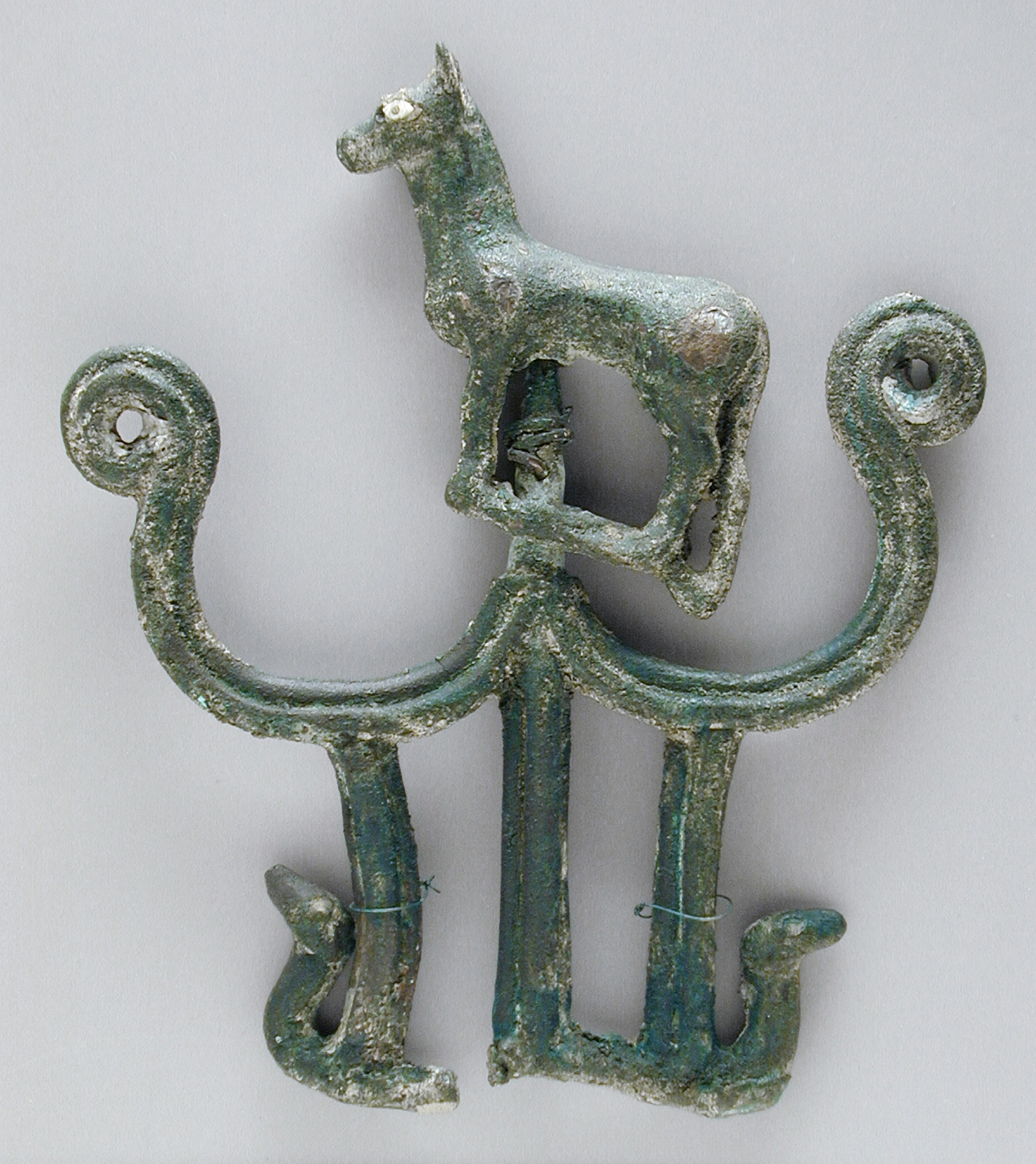
Un prédécesseur, un mors élamite de l'âge de bronze, vers 2600-2400 av. J.C.

Les objets en bronze du Lorestan attirent l'attention du marché de l'art à partir de la fin des années 1920, encourageant des fouilles clandestines et un trafic d'antiquités considérable ; par conséquent emportés par le biais de réseaux de revendeurs en Europe ou en Amérique, sans aucune information sur les contextes de leur exhumation .
Depuis 1938, des archéologues, majoritairement américains, danois, britanniques, belges et iraniens, ont procédé à des fouilles scientifiques dans les cimetières, notamment dans les vallées du Pish-e Kuh et du Pusht-e Kuh, respectivement au nord et sud du Lorestan. Le contexte de création de ces lieux de sépultures est encore mystérieux. 

## Contexte, style et datation
Le terme « bronze de Lorestan » n'est normalement pas utilisé pour les artefacts de l'âge de bronze iranien, en dépit de leur ressemblance. Ces objets en bronze ressemblent à ceux trouvés en Mésopotamie et sur le plateau iranien, bien qu'ils se remarquent par la forte présence des motifs animaliers. 
Avant la période des bronzes, le Lorestan se trouve sous la domination des Mèdes, succédant à celle des Kassites. L'empire néo-assyrien domine en principe cette région difficile d'accès à l'époque en raison de son relief fortement accidenté. Les quelques pièces attribuées au Lorestan portant des inscriptions sont des pièces non authentifiées issues du marché des antiquités.

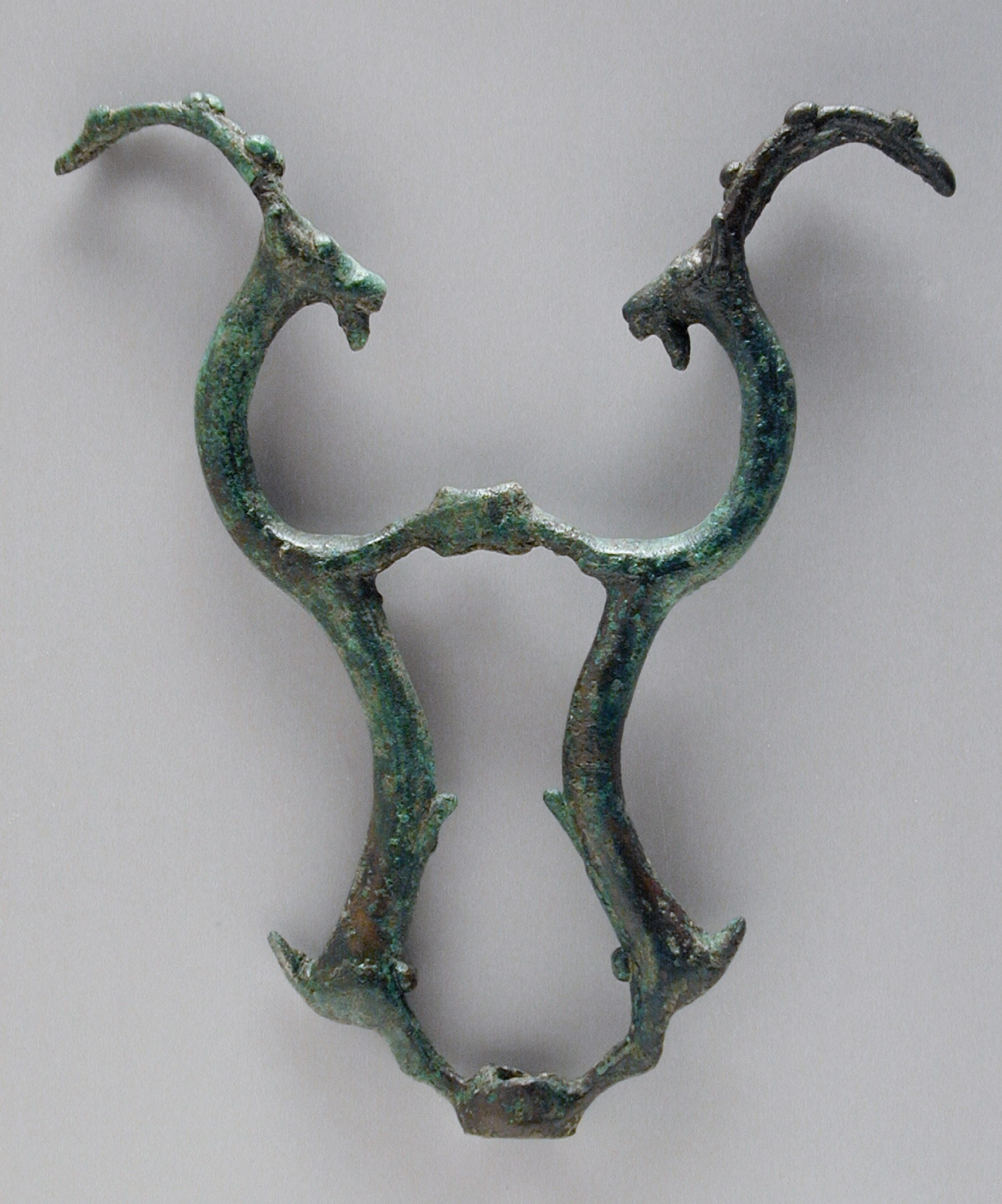
Fleurons de bouquetins avec anneaux.

Les périodes de fabrication des bronzes se subdivisent en trois périodes, non rigides, correspondant à une évolution stylistique vers une asbstraction toujours plus poussée. 

## Typologie

### Embouts décoratifs et sculptures tubulaires
Parmi les bronzes les plus caractéristiques se trouve une gamme d’objets avec une douille creuse ou un anneau, conçus pour être fixés au sommet d’une perche ou de tout autre support vertical, souvent à l’aide d’un accessoire intermédiaire indépendant. Ils peuvent avoir été utilisés avec d'autres éléments disparus. Si leur fonction reste sujet à controverse, il s'agit sans doute d'emblèmes personnels de guerriers . Comparées à des motifs plus récents, les sculptures animales se distinguent par leur naturalisme, en particulier le groupe des bouquetins. Il existe également des tubes antropomorphes, dont certaines forment une tête de Janus

### Mors
Les mors à plaques ornées forment un autre groupe important des bronzes du Lorestan. Munis d'anneaux de harnachement, ces plaques ajourées sont munies d'un trou central pour le passage de l’embout buccal. Les animaux forment le motif principal, souvent dans des versions fantastiques avec des ailes. Il existe aussi des dessins de maîtres des animaux, de cochers et un sujet avec deux personnages encadrant une forme ressemblant à un arbre.
Formant normalement une paire, de nombreuses plaques sont isolées, peut-être séparées lors de leurs découvertes. Bien que la pratique de l’équitation soit alors très répandue alors parmi les élites du Proche-Orient, ce style de plaque large ne se trouve qu’au Lorestan. L'embout de la barre centrale du mors est également inhabituel par sa rigidité. 

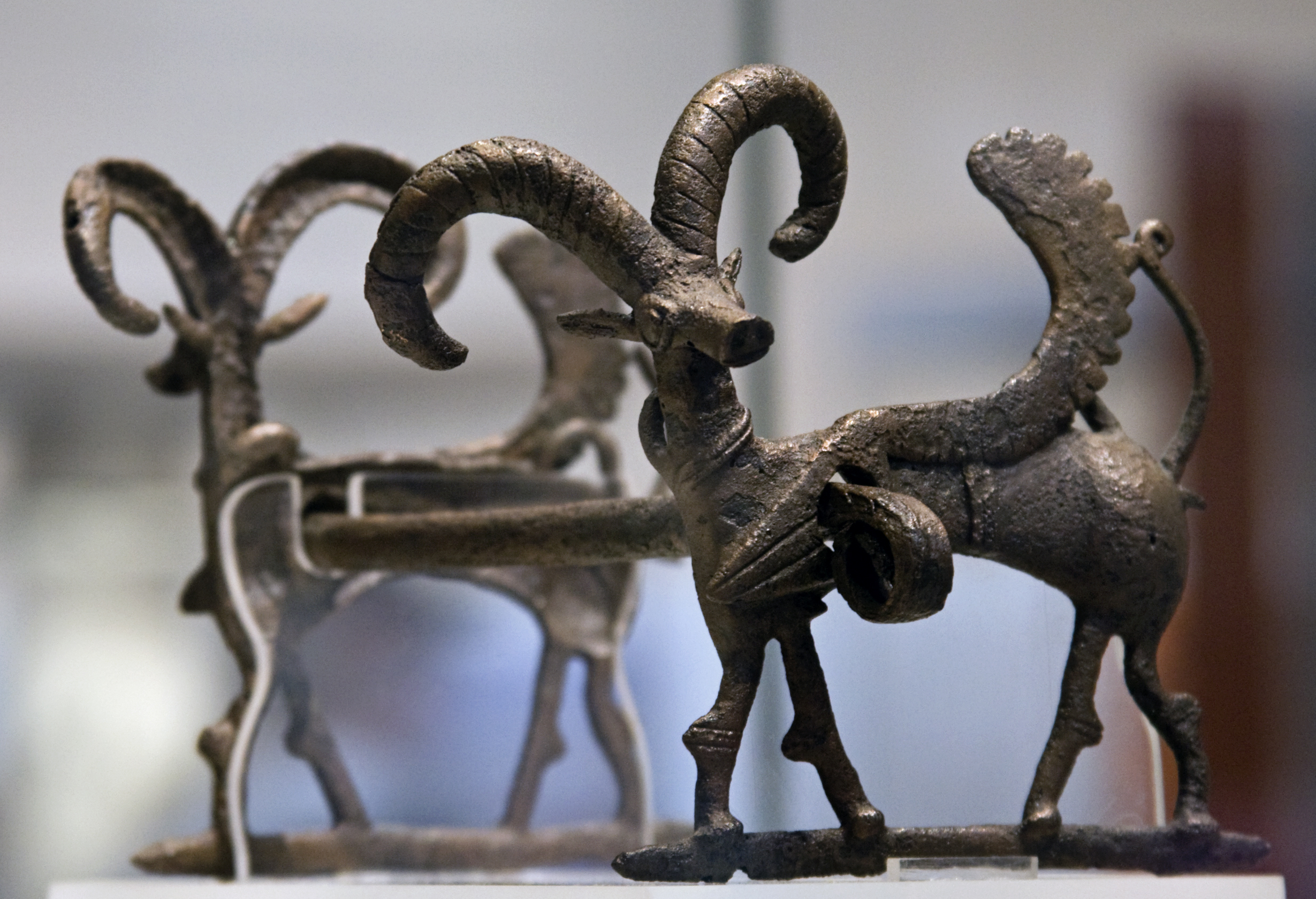
Plaques de mors avec des sculptures de bouquetins.

### Tête d'épingle
De grandes têtes d'épingles décorées constituent le troisième type répandu et distinctif des bronzes du Lorestan. Elles se répartissent en deux groupes : les motifs sculptés et ajourés, dont beaucoup utilisent le répertoire iconographique des autres objets, et les têtes de disques plates et rondes. Leur utilisation reste incertaine, bien qu'elles servaient probablement d'offrandes votives, comme le suggère leur nombre élevé trouvé dans le temple de Surkh Dum, mais aussi de décoration ou d'arrache vestimentaire.
De nombreux motifs prennent la forment d'un visage. Le diamètre du disque est généralement compris entre 6  et   9 centimètres, et la hauteur de la broche atteint jusqu'à 20 centimètres. Des motifs similaires de grande taille se retrouvent sur certaines autres plaques dont le but est incertain.
Les faces, généralement arrondies pour remplir un espace circulaire, prennent souvent une allure féminine. Certaines pièces figurent des jambes ouvertes et des vulves, sans doute des idoles votives destinées à améliorer la fertilité. Le visage occupe parfois la plus grande partie du disque ou n'est qu'un élément central entouré d'autres sujets. D'autres dessins couvrent un large éventail de motifs, décoratifs ou religieux. 

### Autres pièces
En dehors de ces trois grands groupes, les bronzes du Lorestan comprennent des grands anneaux, sans doute destinés aux harnais à chevaux, des situles, des têtes de hache et des bijoux, comme que des bagues, des pendentifs et des bracelets de bras ou de cheville. 

## Webographie
- (en) Oscar White Muscarella, « Bronzes of Luristan », sur Encyclopædia Iranica, 1989 (consulté le 11 novembre 2018)
- (en) Bruno Overlaet, « Luristan Bronzes 1. The Field research », sur Encyclopædia Iranica, 1996 (consulté le 11 novembre 2018)
- (en) Bruno Overlaet, « Luristan Bronzes 2. Chronology », sur Encyclopædia Iranica, 1996 (consulté le 11 novembre 2018)